# Oost-Watergraafsmeer

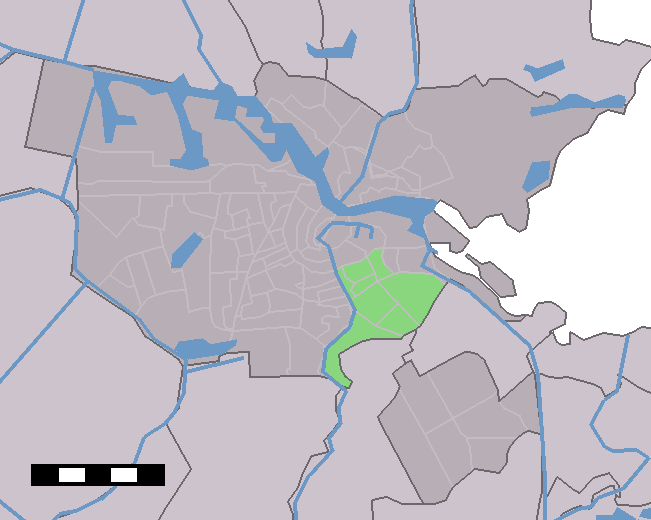
Läge i Amsterdams kommun.

Oost-Watergraafsmeer var en administrativ stadsdel i den nederländska huvudstaden Amsterdam. Stadsdelen hade 57 666 invånare år 2003 och en total area på 10,96 km² (varav 0,75 km² vatten). Sedan 1 maj 2010 ingår Oost-Watergraafsmeer tillsammans med Zeeburg i Amsterdam-Oost.